# Adelheid jeruzsálemi királyné
Adelheid jeruzsálemi királyné, előtte szicíliai grófné, született Adelaide del Vasto (olaszul: Adelaide vagy Adelasia Incisa del Vasto; Piemont, 1075 – Patti, 1118. április 16.) itáliai nemeskisasszony, első házassága révén 1089–1101 között Szicília grófnéja, 1101–1112 között Szicília régense, második házassága révén 1113–1117 között Jeruzsálem királynéja.
I. Roger szicíliai gróf halála után régensként kormányozta a szicíliai grófságot kiskorú fia, II. Roger szicíliai gróf és király helyett. Régenssége alatt megkezdődött a normannok betelepülése a sziget arabok lakta déli vidékeire. 1113-ban politikai érdekházasságot kötött I. Balduin jeruzsálemi királlyal, a frigyet azonban egyházi nyomásra csakhamar felbontották. Az egykori grófné és királyné vagyontalanul tért vissza szülőhazájába, ahol haláláig élt.

## Élete

### Származása és ifjúkora
1073–77 között, valószínűsíthetően 1075-ben jött világra Manfred del Vasto liguriai őrgróf (?–1079) gyermekeként. Ordericus Vitalis angol történetíró szerint Adelaide del Vasto édesapja Manfred del Vasto testvére, a híres Bonifacio del Vasto savonai őrgóf volt; azonban a legtöbb történész Gaufridus Malaterra itáliai szerzetes elbeszélésének ad igazat, eszerint Adelaide del Vasto nem a leánya, hanem az unokahúga volt Bonifacio és Anselmo del Vastónak. Apai ágról ősi itáliai frank nemesi házból, az Aleramid családból származott, és távoli rokonságban állt a montferrati grófi családdal. Fivérei felnővén szinte mindannyian uralkodói rangra tettek szert, megalapozva a család saluzzói, buscai, lanciai, cevai és savonai őrgrófi ágait.

### Házassága és gyermekei
A krónikások szerint Adelaide del Vastót kiforgatták vagyonából, s ő nincstelenként menekült vagyona elrablói elől Szicília földjére, ahol feleségül ment az uralkodóhoz. A meseszerű események háttere valószínűleg azon alapszik, hogy édesapja 1079-ben bekövetkezett halála után Adelaide del Vasto nagybátyjai gyámsága alá került – innen származik Ordericus Vitalis téves nézete, miszerint a nemeskisasszony Bonifacio del Vasto leánya volt. 1089-ben gyámjai feleségül adták őt az Hauteville-házból származó I. Roger szicíliai grófhoz (1031k.–1101), aki azelőtt már kétszer volt nős, de mindkét felesége korán elhalálozott. A frigyben a menyasszony hozománya mellett az Aleramid család normann kapcsolatai is döntő szerepet játszottak. A hozomány ugyanakkor – mivel a hagyományok és a száli törvény szerint a föld csak fiágon öröklődhetett tovább – nem jelenthetett területeket, ami a feudális kor nézőpontja szerint szegénységre vallott; feltehetően ez alapozta meg azt a mondát, hogy Adelaide szegényen ment a szicíliai uralkodóhoz. Az Hauteville és az Aleramid családok szövetségét további házasságokkal erősítették meg: Jordán, I. Roger elsőszülött törvénytelen fia Adelaide del Vasto egyik húgát vette feleségül, s Hubert Houben történész szerint Gottfried, a gróf másik, szintén balkézről származó fia is eljegyzett egy del Vasto-lányt, de leprában meghalt még az esküvő előtt, más források szerint egy monostorba vonult vissza.
I. Roger szicíliai gróf és Adelaide del Vasto házasságából legalább három gyermek származott:
- Simon (1093–1105), később Szicília grófja;
- Roger (1095–1130), később Szicília grófja és királya, Taranto hercege;
- Maximilla (1098 körül–1137 után), Aldobrandeschi VI. Hildebrand felesége.

## Uralkodása

### Szicília régenseként
1101. június 22-én elhunyt I. Roger szicíliai gróf. Az uralkodónak előző két házasságából több leánya, valamint egyetlen törvényes fiúgyermeke – Mauger troinai gróf – született. Mauger pontos halálozási dátuma azonban nem ismert, így az sem, hogy életben volt-e még apja halálakor, s ha igen, igényt tartott-e a megüresedett trónra. Minthogy a szicíliai grófi korona Adelaide del Vasto elsőszülött fiára, Simonra, majd az ő 1105. szeptember 28-án bekövetkezett korai halálát követően öccsére, II. Rogerre szállt, feltételezhető, hogy Mauger ekkora már nem élt, vagy ha igen, akkor Adelheid grófnénak sikerült kizárnia őt az örökségből. Mind Simon, mind II. Roger még kiskorúak voltak, így helyettük édesanyjuk irányította az országot régensként. Szinte rögtön azt követően, hogy a grófné átvette a kormányzást, felkelések törtek ki Calabria és Szicília egyes vidékein. A krónikákban „bárók lázadásaként” feltüntetett eseményre a régensnő határozottan válaszolt, kemény kézzel verte le a felkelést.
Bár egy 1109-es görög-arab nyelvű oklevélben az özvegy grófné címe „nagy uralkodónő, Szicília és Calabria malikája [királynője], a keresztény hit védelmezője”, a régensnő által kiadott oklevelek tanúbizonysága szerint tényleges hatalma csak Calabria legdélibb részére, valamint Szicília északkeleti felére terjedt ki. A sziget déli és nyugati területeit ugyanis elsősorban arabok népesítették be, bár éppen ebben az időszakban kezdődött meg a normann származású bárók letelepedése ezeken a részeken, ami előkészítette a terepet ahhoz, hogy az ország fővárosát áthelyezzék Calabriából Szicíliába. A hatalmi tengely délebbre tolódásának első jeleként a grófi udvartartás mind gyakrabban időzött Messina városban, szemben a korábbi, I. Roger uralkodása alatti gyakorlattal, mikor az uralkodócsalád az északabbra fekvő Mileto erődjében élt, ahol a grófi pár gyermekei is világra jöttek. Az uralkodói székhely áthelyezésére Palermo városába a grófné régensi idejének végén, 1112 márciusa és júniusa között került sor. A lépés nem csak abból a szempontból volt fontos, hogy a grófság központja megváltozott, hanem abból is, hogy egy többségében arabok lakta település lett egy keresztény európai ország fővárosa.
Adelheid grófné régensként főként férje egykori embereire és szakavatott görög hivatalnokokra támaszkodott. Közülük a legfontosabb szerepet a görög-bizánci Khrisztodulusz emír (amiratus) töltötte be, aki 1105-ben a kormányzat egyik vezetőjévé és első emberévé emelkedett. Szintén kulcsszerepet játszott az állam életében Robert Borrell, Josbert de Lucy és Hauteville Vilmos, akik még I. Roger idejében kerültek hatalmi pozícióba. Férje egykori támogatói mellett Adelheid régensnő maga mögött tudta nemcsak a latin, hanem a szicíliai sziget görög keresztény kolostorait is, melyek barátságát bőkezű adományokkal honorálta. A grófné befolyására és közbenjárására fivére, Enrico del Vasto megszerezte a hatalmat Paternò és Butera fölött, majd uralma növelésének érdekében házasságot kötött I. Roger szicíliai gróf korábbi házasságából született gyermekével, Flandina grófkisasszonnyal.
II. Roger gróf 1111 decemberében töltötte be tizenhatodik életévét és lett nagykorú, azonban csak 1112 második felében kezdte el önállóan gyakorolni az uralmat, azaz édesanyja régenssége is ekkor ért véget.

### Jeruzsálemi királynéként

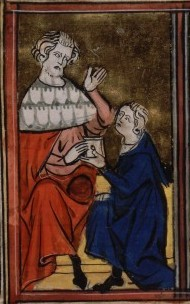
I. Balduin jeruzsálemi király, Adelaide del Vasto második férje

1112-ben frank lovagok keresték fel az özvegy grófnét I. Balduin jeruzsálemi király (1060 után–1118) házassági ajánlatát hozva. A jeruzsálemi uralkodó első hitvese még a keresztes háborúk első évében elhunyt; a frank nemesi sorból származó I. Balduin ezután Arda marasi úrnő személyében örmény nemeskisasszonyt vett feleségül. A párnak nem született gyermeke. 1105 körül a király kolostorba kényszerítette második hitvesét; vélhetően az állt Arda királyné elűzése mögött, hogy az örmény kapcsolatok elértéktelenedtek a király számára. A jeruzsálemi uralkodót az vezette a szicíliai özvegy grófné megkéréséhez, hogy a mesébe illő hozomány mellett a grófné és a szicíliai normannok kapcsolata tengeri hatalommal és erőfölénnyel kecsegtetett az antiochiai normannokkal szemben.
Minthogy második fia már elég érett volt az önálló uralkodáshoz, Adelheid grófné tárgyalni kezdett a jeruzsálemi követekkel. Azt szabta meg feltételként az ajánlat elfogadásához, hogy ha fia születik a jeruzsálemi királytól, mindenféleképpen ez a fiú örökli majd a jeruzsálemi trónt; amennyiben pedig a kapcsolat gyermektelen maradna, II. Roger szicíliai grófra száll a korona. Tekintve a magas csecsemőhalandóságot és azt, hogy a grófné ekkor már közel járt negyvenedik életévének betöltéséhez, csaknem bizonyos volt, hogy nem tud majd a Boulogne-házból származó trónörököst adni a királyságnak. A jeruzsálemi udvar rövid habozás után elfogadta a feltételeket; így Adelheid özvegy grófné 1113 augusztusának elején jelentős hozomány, valamint muszlim íjászok és szicíliai fegyveresek kíséretében elutazott a Szentföldre. Aacheni Albert krónikás részletesen tudósított az armadáról, a mesés gazdagságról és pompáról. „A menyasszony arannyal átszőtt szőnyegen hevert gályáján, a hajó orra arannyal és ezüsttel volt kiverve. Két másik, háromsorevezős gálya kísérte, a hajók orra hasonlóképpen díszes volt. Ezeken a hajókon utazott Adelaide katonai kísérete, amelyben ott voltak a fia testőrségéhez tartozó arab katonák is. Sötét bőrükkel ragyogóan mutattak vakító fehér öltözékükben. Ezt a három hajót hét másik követte, amelyek a grófné személyes vagyonát szállították.” A szicíliai hajóraj augusztusban futott be Akkon kikötőjébe – Aacheni Albert, egyedüliként a krónikások közül, említést tesz arról, hogy egy vihar Aszkalon felé sodorta a hajókat, de lecsendesedésével szerencsésen a hajókat szerencsésen visszakormányozták Akkonba. Itt a király udvara kíséretében várta menyasszonyát: az egész város ünnepi díszbe öltözött a menyasszony tiszteletére, „és az utcák bíbor zászlódíszben ragyogtak.” A pár Akkonban kelt egybe a pátriárka, a szicíliai küldöttség és a királyság báróinak jelenlétében. Adelheid lett az egyetlen nyugat-európai származású jeruzsálemi királyné; rajta kívül a többiek mind keletiek – helyi előkelők vagy a bizánci császári család leányai – voltak. A krónikákban nincs nyoma annak, hogy a szicíliai özvegyet hivatalosan is királynévá koronázták volna; Foucher de Chartres, I. Balduin krónikása és egyben káplánja egy helyütt mint regina, ’királyné’ utal rá, de gyakrabban használja vele kapcsolatban a comitissa, ’grófné’ titulust.
A házasság nem sikerült jól: a pénzszűkében lévő király hamar elköltötte hitvese hozományát a katonák zsoldjára; Adelheid királyné pedig kényelmetlenül érezte magát a palermói udvar fényűzése után egyszerűnek tetsző jeruzsálemi udvarban. A házasságot többen is – főként az alsópapság nyilvánította ki ebbéli véleményét és nemtetszését – bűnösnek találták amiatt, hogy Arda marasi úrnő még életben volt, házasságát a királlyal az egyház nem érvénytelenítette, tehát I. Balduin bigámiát követett el, amikor feleségül vette Adelheid királynét. 1116 júliusában II. Paszkál pápa azzal a feltétellel volt hajlandó az 1115-ben a pápai legátus által elmozdított Arnulf pátriárkát visszahelyezni székébe, hogy a főpap felmeggyőzi I. Balduint a szicíliai házasság felbontásáról. A király vonakodott eleget tenni a pápa óhajának, minthogy felesége elűzésével jelentős szövetségestől esett volna el. 1117 márciusában azonban súlyosan megbetegedett. Környezete meggyőzte, hogy betegsége harmadik házassága bűnös voltából fakad, és így halála után pokolra fog kerülni. A megrettent király hallgatott tanácsadóira: felgyógyulása után nyomban érvénytelennek minősítette a házasságot, s kicsikarta feleségétől a válási egyezmény aláírását. A lépés hátterében meghúzódó valódi ok valószínűleg az lehetett, hogy a jeruzsálemi főurak nem akarták elfogadni II. Roger szicíliai grófot királyuknak, aki a házassági egyezmény értelmében lett I. Balduin örököse. A bigámia csupán kifogás lehetett az érvénytelenítésre – a frigy megkötésekor senki sem hozakodott elő e váddal, pusztán akkor merült fel, amikor a szicíliai kapcsolat kezdett kellemetlenné válni az örökösödés miatt. A házasságot az akkoni zsinat nyilvánította semmissé.
Adelheid grófné és királyné vagyontalanul hajózott vissza Szicíliába 1117 áprilisában, Szent Márk napján. Az út előtt fogadalmat tett, hogy amennyiben biztonságosan hazaér, templomot emeltet Szent Anna és Szűz Mária tiszteletére; hazatérése után teljesítette fogadalmát.

### Halála
Adelheid szicíliai grófné és jeruzsálemi királyné 1118. április 16-án halt meg. Halálát állítólag előre megjósolta 1117. december 16-án a Szentföld felett felragyogó északi fény, amit a hiedelem királyok halálának előjeleként tartott számon. Patti székesegyházában temették el. Síremléke a reneszánsz korból származik; sírfelirata nem tesz utalást jeruzsálemi királynéi mivoltára. II. Roger szicíliai gróf az öröklési egyezmény ellenére nem lehetett jeruzsálemi király; a gróf és utódai később egyfajta elégtételként nem nyújtottak segítséget a keresztes államoknak.
A királyné megítélése a középkori krónikákban vegyes: Türoszi Vilmos azt tartotta, Arnulf jeruzsálemi pátriárka „félrevezette a nemes és őszinte asszonyt” azt illetően, hogy I. Balduin jogszerű házasságot köthet; a gyermekáldás elmaradására pedig a krónikás úgy tekintett, mint Isten büntetésére a király viselkedése miatt. Ezzel ellentétben Ordericus Vitalis kigúnyolta a „pompára és megbecsülésre telhetetlen mohósággal vágyó” özvegyet, akit véleménye szerint a jeruzsálemi király jogosan taszított el magától. A királynét kedvezőtlenül megítélők között volt Malmesburyi Vilmos is: amellett, hogy utalásokat tett a szicíliai özvegy vagyonának kétes eredetére, a jeruzsálemi házasság sikertelenségéért is az asszonyt és a nemi szervét megtámadó rákos megbetegedését okolta.